# Gérard Leser
Pour les articles homonymes, voir Leser.
Gérard Leser, né le 14 mai 1951 à Munster dans le Haut-Rhin en France est un écrivain, conférencier, conteur professionnel et auteur de vidéos sur les traditions, les croyances et l'histoire alsaciennes. Il est membre de l'Académie d’Alsace et président de la Société d'histoire du Val et de la Ville de Munster. Après avoir gagné plusieurs prix alsaciens et allemands pour sa défense de la culture alémanique, il est le récipiendaire du prix Claude-Seignolle en 2016.

## Biographie

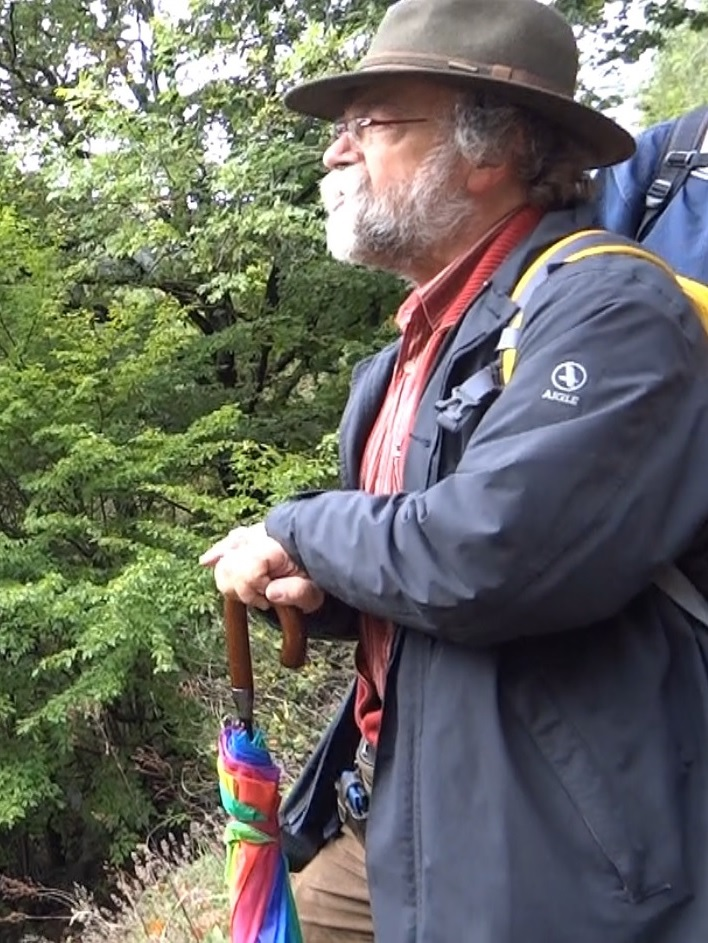
Gérard Leser en randonnée dans la vallée de la Wormsa (2012).

Natif de Munster, Gérard Léser passe son baccalauréat D dans sa ville d'origine avant d'entamer des études à la faculté de Strasbourg. Il y suit différentes formations universitaires en sciences humaines qui le mènent à une maîtrise à la faculté de théologie protestante de l'université de Strasbourg. Son sujet de mémoire porte sur les traditions de carnaval de la région. De 1971 à 1988, il forme avec Eugène Maegey,, le duo D'Luschtiga Malker pour chanter (en alsacien) les chansons marcaires de la vallée de Munster, et être récompensé en 1977 par un bretzel d'or. Nommé brièvement pasteur à Bisheim, il fait son service militaire comme objecteur de conscience au service des antiquités préhistoriques d’Alsace[Selon qui ?]. 
De 1989 à 1995, il a été conseiller municipal délégué au patrimoine historique et culturel de la ville de Munster. 
Son travail de collecte du patrimoine folklorique et des traditions l'amène souvent à chercher des témoignages dans des villages reculés ou auprès des personnes âgées. Ainsi, en 2005, il a recueilli les souvenirs des résidents de la Maison Saint-Jacques de Rouffach, pour en faire un livre. Avec l'Office pour la langue et la culture d'Alsace (OLCA), il conduit le projet Sàmmle, qui sauvegarde aussi les traditions par le biais de reportages vidéos.
Il travaille aussi à l'Université populaire de Mulhouse, où il anime des conférences et des visites guidées dans la bande rhénane, parfois en dialecte alsacien quand le public s'y prête[précision nécessaire].
Depuis fin 2016, il codirige la collection « Contes et légendes » des Éditions Degorce, maison d'édition établie à Munster. Il a notamment, dans le cadre de cette collection, traduit et préfacé les Contes populaires alsaciens de Joseph Lefftz. Cet ouvrage trilingue compile les seuls véritables contes populaires alsaciens qui nous soient parvenus[style à revoir], avec la version en alsacien ou en allemand (selon les sources), et la traduction française de Gérard Leser. 

## Réception
Gérard Leser est notamment l'auteur d'un ouvrage de référence sur Noël. Selon Bernard Vogler, ancien directeur de l’Institut d’histoire d’Alsace, professeur émérite à l’Université de Strasbourg :

« Pour chaque coutume, il relève toutes les mentions, les situe dans leur contexte, analyse l’évolution chronologique et les nuances régionales. [...]  Par son souci de rigueur, la richesse de ses apports et sa sensibilité, cet ouvrage s’impose comme un alsatique de grande qualité, qui apporte sa contribution à la redécouverte du patrimoine ethnologique de la région. »

— Bernard Vogler, Noël en Alsace – Rites, coutumes et croyances
Son travail est également apprécié par l'écrivain belge Richard Ely, fondateur du web-magazine Khimaira consacré aux mondes imaginaires.
Après avoir été primé à plusieurs reprises au niveau régional (Bretzel d'or en 1973 et 1982), prix du chanoine Berthier décerné par l’Académie d’Alsace en 1990, il est récompensé par le prix Hebeldank, Outre-Rhin en 2003, délivré par la société de promotion du dialecte alémanique Hebelbund Lörrach. En 2016, il reçoit le prix Claude Seignolle.

## Sélection d'œuvres

### Aux éditions Degorce
- Gérard Leser, Légendes du monde aquatique, des fées et ondines en Alsace, Éditions Degorce, coll. « L'Alsace », 2019, 234 p. (ISBN 978-2-490-15308-4)
- Gérard Leser, Noël en Alsace: rites, coutumes et croyances, Éditions Degorce, coll. « Savoirs et patrimoine », 2018 (ISBN 978-2-490-15302-2)
- Légendes de serpents, dragons et crapauds en Alsace, Degorce éditions, coll. « Contes et légendes », 2017 (ISBN 978-2-9525327-6-1)

### Aux éditions du Donon
- Gérard Leser, Le Monde merveilleux et inquiétant des gnomes, nains, lutins et géants en Alsace, Donon, 2012 (ISBN 978-2-914-85680-5)

### Aux éditions du Rhin
- Gérard Léser, Rouffach : de l'asile au centre hospitalier : 90 ans de psychiatrie, Strasbourg, 1999, 141 p. (ISBN 978-2-716-50498-0)

- Gérad Léser (Traducteur), Le bouclier spirituel [« Der Geistliche Schild »], Editions du Rhin, 1990
- Noël-Wihnachte en Alsace: rites, coutumes, croyances (livre bilingue (français et allemand)), Editions du Rhin, 1989 (ISBN 978-2-863-39055-9)

### Autres éditeurs
- Gérard Léser et Bernard Stoehr, Les plantes en Alsace : croyances et coutumes, Gens d'Alsace, 2023, 2e éd. (1re éd. 1997), 236 p. (ISBN 978-2-493-80302-3)
- Gérard Leser et Christophe Renault, Hauts lieux de légendes en Alsace, Éditions Jean-Paul Gisserot, coll. « Patrimoine Gisserot », 2018 (ISBN 978-2-755-80743-1)
- Jean-Paul de Dadelsen et Gérard Leser (traducteur en alsacien), Goethe en Alsace, J.-D. Bentzinger, 2011 (ISBN 978-2-849-60246-1)